# Derek Harold Richard Barton
Sir Derek Harold Richard Barton, FRS, angleški kemik in fizik, * 8. september 1918, Gravesend, grofija Kent, Anglija, † 16. marec 1998, College Station, Teksas, ZDA.
Barton je bil redni profesor za kemijo na Teksas Univerzi A&M in zaslužni profesor te univerze. 
V letu 1950 je objavil članek v reviji Experientia, v katerem je pokazal, da lahko organskim molekulam v splošnem in steroidnim molekulam specifično pripišemo preferenčno konformacijo na podlagi rezultatov predhodnih raziskav, med katerimi so bile ključne zlasti tiste, ki jih je opravil Oddo Hassel. Z uporabe nove metode konformne analize je Dereku Bartonu uspelo določiti geometrijo številnih molekul.
Leta 1969 je skupaj s Hasslom prejel Nobelovo nagrado za kemijo za doprinose k razvoju zamisli prilagoditve. 
Leta 1980 je Barton za svoje znanstveno delo prejel Copleyjevo medaljo Kraljeve družbe iz Londona.
Leta 1985 je postal (zunanji) dopisni član SAZU.